# یوها هوریهاتا
یوها هوریهاتا (به انگلیسی: Yuya Horihata) (زادهٔ ۳۰ ژوئیهٔ ۱۹۹۰) شناگر اهل ژاپن است.